# Boeing MQ-28 Ghost Bat
Le Boeing MQ-28 Ghost Bat, anciennement connu sous le nom de Boeing Airpower Teaming System (ATS) et de projet Loyal Wingman, est un drone furtif multirôle en cours de développement par Boeing Australia pour la Royal Australian Air Force. Il est conçu pour être capable de voler aux côtés d'avions pilotés et d'effectuer des missions autonomes en utilisant l'intelligence artificielle.

## Développement
Le Ghost Bat est un drone conçu pour accompagner et soutenir les aéronefs pilotés de la Royal Australian Air Force (RAAF), tels que le F-35A, le F/A-18F et l'E-7A, à des fins de défense et de surveillance. Il est conçu pour agir comme un ailier contrôlé depuis un avion parent pour accomplir des tâches telles que la reconnaissance ou la protection contre les tirs ennemis en cas d'attaque, ainsi que pour fonctionner de manière indépendante,.
L'avion est le premier avion de combat conçu et développé en Australie depuis plus d'un demi-siècle. Le 21 septembre 2021, Boeing Australia ouvre une nouvelle usine d'assemblage à l'aéroport de Wellcamp à Toowoomba, au Queensland.
La RAAF prévoyait initialement d'acheter trois Airpower Teaming System (ATS), dans le cadre du Loyal Wingman Advanced Development Program (LWADP). Les trois drones ont été construits sur une chaîne de production automatisée à Brisbane, au Queensland, prévue pour servir de preuve de concept avant le lancement d'une production à grande échelle. La commande a été portée à six avec un contrat de 115 millions de dollars australiens quelques jours après le premier vol.

### Présentation
Après qu'une maquette à taille réelle a été révélée au salon aéronautique d'Avalon en 2019, le premier exemplaire a réalisé une mise sous tension de ses systèmes en mars 2020 et a été déployé en mai 2020 par Boeing Australie avec la publication d'images montrant le prototype du drone et une vidéo pour illustrer ses capacités opérationnelles. Le Premier ministre australien Scott Morrison a déclaré : « C'est un moment véritablement historique pour notre pays et pour l'innovation australienne en matière de défense. Le Loyal Wingman sera essentiel pour explorer les capacités cruciales dont notre armée de l'air a besoin pour protéger notre nation et ses alliés à l'avenir. »

### Essais
Boeing a annoncé avoir mis sous tension le moteur du premier ATS pour la première fois en septembre 2020. L'essai moteur fait partie des essais au sol pour préparer le premier vol avant la fin de 2020.
Le prototype Boeing Airpower Teaming System (ATS) s'est déplacé par ses propres moyens pour la première fois en octobre 2020, effectuant des tests de roulage à basse vitesse à la base aérienne d'Amberley. Le Boeing ATS a ensuite effectué un test de roulage à grande vitesse dans un lieu non précisé en décembre 2020.
Le premier vol d'essai du prototype a eu lieu à la base RAAF Woomera le 27 février 2021,.
Deux autres vols d'essai ont eu lieu à la zone interdite de Woomera au début de novembre 2021, où un prototype a relevé et engagé avec succès son train d'atterrissage tandis qu'un deuxième prototype a effectué son premier vol d'essai.

### Nom
Une cérémonie de nomination officielle a lieu à la base RAAF d'Amberley le 21 mars 2022 pour annoncer que le Loyal Wingman sera connu sous le nom de MQ-28A Ghost Bat, du nom d'une chauve-souris australienne trouvée dans le nord du continent australien. La chauve-souris fantôme est connue pour chasser en meute, ce qui reflète les caractéristiques uniques des capteurs et des capacités de renseignement, de surveillance et de reconnaissance de l'avion.